# 아소 미코토
아소 미코토(일본어: 麻生 みこと, 9월 23일 ~ ) 은 일본의 만화가로 구마모토현 출신이다.
1990년, 麻生美琴라는 명의로 응모한〈TWINS〉에서 제 15회 하쿠센샤 아테나 신입대상 신인상을 수상. 1991년, 같은 작품이《LaLa DX》(하쿠센샤)에 연재해 데뷔. 이후,《LaLa DX》,《MELODY》등 하쿠센샤의 만화잡지에서 활동한다. 비교적 모노톤으로 디자인 화풍, 시니컬한 시점과 서정적인 분위기를 풍기는 작풍. 또한, 콤마 분의 효과를 활용한 연출 방법을 많이 쓰고 있다. 대표작으로《천연소재로 가자》《GO!히로미GO!》등이 있다..
《MELODY》2007년 6월호 부터《어떻게 좀 안될까요》를 연재한다. 또, 같은 잡지에서 매 호당 한편의 만화에 대해 그림과 문구로 말하는 1페이지 칼럼〈아소 미코토의 영화보러 가는 길에〉도 연재하고 있다. 2008년, 《good! 애프터 눈》（고단샤) 창간호부터《골목 연화》를 연재하고 있다.